# The Bottom
The Bottom (hist. Botte) – stolica, największa i najważniejsza wieś na wyspie Saba, w Holandii Karaibskiej. Liczy 737 mieszkańców (1 stycznia 2024). Ośrodek turystyczny, port. Leży w południowo-zachodniej części wyspy, u stóp wulkanu Mount Scenery, który jest najwyższym wzniesieniem Królestwa Niderlandów. Przez miejscowość przebiega główna droga wyspy The Road.

## Nazwa
Pierwsza niderlandzka nazwa wsi Botte oznaczała "dół", "lej", wskazując na jej położenie pośród wysokich 
skał.

## Historia
Miejscowość została założona ok. 1640 r. przez kolonistów z Zelandii, w miejscu portu morskiego Fort Bay, które zostało zniszczone w 1951 r. przez osuwisko. Koloniści zmuszeni byli więc przemieścić się w głąb wyspy. Poprzez osiedlanie się marynarzy z Anglii, Irlandii i Szkocji, jak również afrykańskich niewolników, język angielski stał się dominujący na wyspie, co było również przyczyną zmiany nazwy miejscowości na obecną.
W 1935 r. utworzono we wsi park, nazwany na cześć ówczesnej królowej Wilhelminy, w którym powstał ośmioboczny pawilon muzyczny.
W 1992 r. otworzono tutaj prywatną wyższą szkołę medyczną Saba University School of Medicine.

## Infrastruktura
We wsi znajduje się urząd gubernatora Jonathana Johnsona, komenda Korpusu Policji Holandii Karaibskiej oraz centrum medyczne.

## Religia
W The Bottom znajdują się trzy kościoły:. 
- anglikański (Christ) z 1777 r., który jest najstarszą budowlą wyspy
- rzymsko-katolicki (Sacred Heart) z 1877 r.
- metodystyczny (Wesleyan Holiness Church) z 1919 r.